# Rosa gracilipes
Rosa gracilipes (троянда тонконіжкова) — вид рослин з родини трояндових (Rosaceae). Згідно з Catalogue of Life таксон є синонімом до Rosa spinosissima. Етимологія: лат. gracilis — «тонкий», i — сполучна голосна, pes — «ніжка».

## Опис
Це невеликий гіллястий чагарник до 1,5 м у висоту, зі світло-сірими стеблами, густо всіяними шипами. Шипи прямі, численні, різних розмірів. Листки з 5–11 дрібними листочками. Листочки зверху темно-зелені, знизу — світліші, на краю пилчасті. Квітки білі або блідо-кремові (при висиханні), 3–5 см у діаметрі, поодинокі. Плоди кулясті або приплюснуті, 1–1,5 см у діаметрі; темно-бурі, майже чорні; сухуваті, тверді. Цвіте в червні, плоди дозрівають у серпні й вересні. Декоративний під час цвітіння, причому особливо рясно цвіте в культурі.

## Поширення
Вид зростає на далекому сході Росії: Хабаровськ, Примор'я.
Росте на кам'янистих схилах, осипи, скелях (найчастіше на вапнякових).